# Бароло
Бароло (итал. Barolo) — вино, производимое в Пьемонте (район коммуны Бароло) из винограда сорта неббиоло. Бароло имеет высшую категорию качества (DOCG) с момента её введения в 1980 году и принадлежит к числу наиболее элитных вин мира.
Часто упоминается в связке с Барбареско, которое производится из того же сорта винограда, но выращенного в соседних коммунах.

## Характеристика
- Выдержка: минимум 3 года, из которых 18 месяцев — в дубовых бочках. Вино пятилетней выдержки (2 в дубовых бочках) носит этикетку Riserva. В силу высокого содержания в винограде танинов Бароло пригодно для очень длительного хранения (выдержки в бутылках). Бароло, полученное традиционным способом, редко употребляют ранее 10 лет после сбора урожая. Чтобы смягчить танины, перед подачей вина рекомендуется двойная декантация[2].
- Содержание алкоголя: минимум 12,50%, однако часто свыше 15%.
- Цвет и аромат. У молодого вина цвет вишнёво-рубиновый, прозрачный, с гранатовыми оттенками. Молодое вино из неббиоло вяжет. При описании аромата сомелье упоминают вишню, малину, розовые лепестки, иногда белый перец. Со временем вино темнеет, приобретает нюансы лакрицы, шоколада, ванили[3].

## География производства
Виноград для производства Бароло выращивается на 170 виноградниках, занимающих общую площадь 1900 га. Коммуны, находящиеся в зоне Бароло: Бароло, Ла-Морра, Кастильоне-Фаллетто, Монфорте-д’Альба, Серралунга-д’Альба, Родди, Вердуно, Черваска, Гринцане-Кавур, Диано-д’Альба, Новелло (всего 11 коммун). С 2014 года винодельческий пейзаж этих коммун охраняется ЮНЕСКО как часть объекта всемирного наследия «Виноградники Ланге — Роэро и Монферрата». 

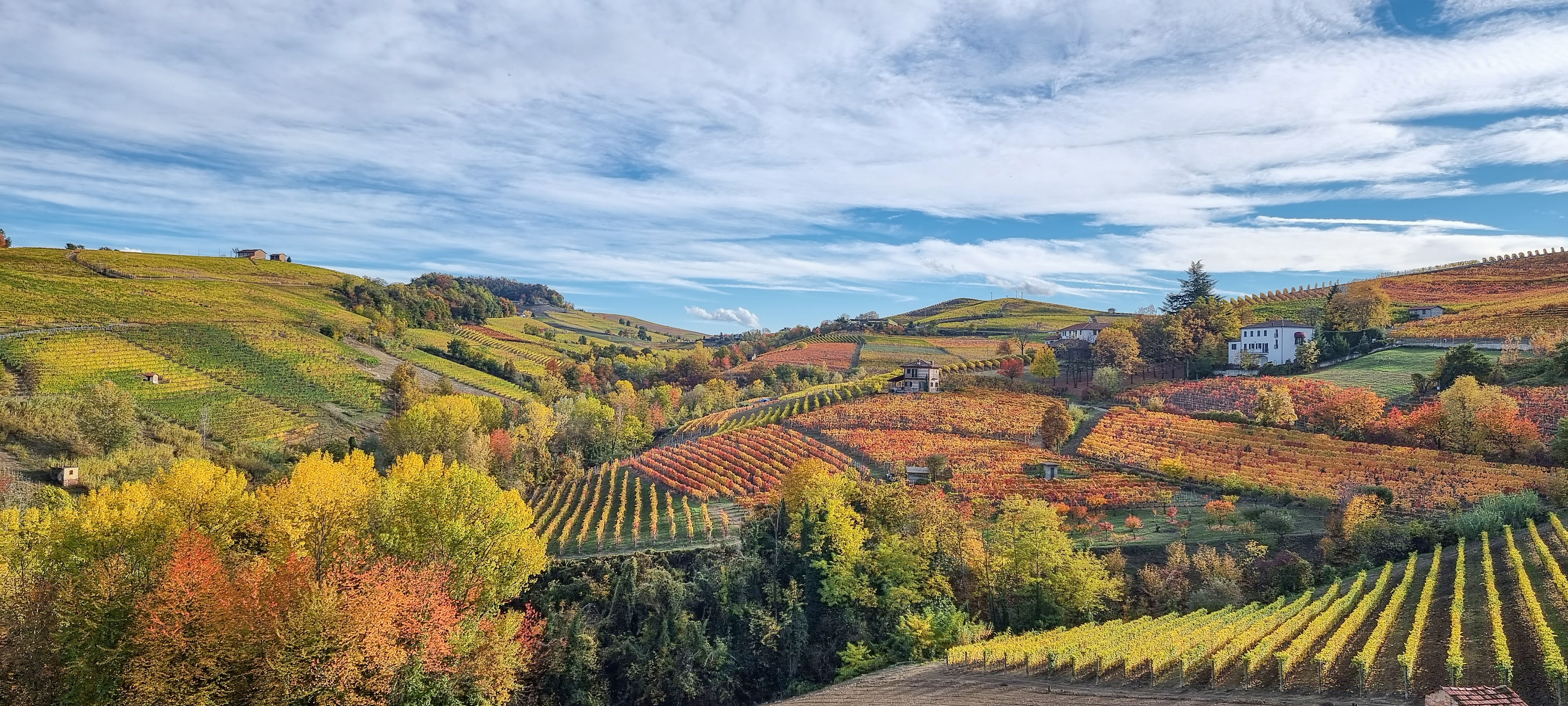
Виноградники близ посёлка Бароло в начале ноября

Стили Бароло довольно заметно различаются друг от друга. Каждая из перечисленных коммун имеет свой стиль приготовления вина и свои виноградники, различающиеся по терруару.

## История
До середины XIX века в регионе Бароло производилось сладкое вино, которое не пользовалось широкой известностью. Переход к производству из неббиоло сухого вина связывают с деятельностью Кавура в его бытность мэром Гринцане (1832-48). Одновременно с хозяйствами Кавура, изменения в традиционные процессы производства вина стала вносить хозяйка обширных поместий близ Ла-Морра, Серралунга-д'Альба и Бароло Джульетта Фаллетти — маркиза Бароло, методику производства для обоих пионеров производства бароло разработал француз Луи Удар, опиравшийся на традиции в стиле Бордо. Эти вина привлекли внимание короля Карла Альберта, решившего развивать собственные хозяйства в поместьях около Вердуно и Родди. Согласно другой распространённой версии итальянцы считают, что в основе новой технологии Бароло лежит методика их соотечественика Паоло Франческо Стальено, опубликованная в 1835 году. Стальено был энологом в хозяйстве Кавура в Гринцане, где он много экспериментировал с винами из Неббиоло, ставя задачу производить качественные вина, пригодные для длительного хранения и экспорта. 
В связи с возросшим спросом на «женственные» вина с лёгкими танинами и преобладанием фруктовых нот в конце 1970-х годов некоторые виноделы региона стали сокращать срок мацерации, а для выдержки использовать 225-литровые бочки французского типа (вместо традиционных для Бароло больших бочек из славонского дуба). Это привело к конфликту между традиционалистами и модернистами (т. н. «войны за Бароло»). Вина модернистов, как правило, доступнее по стоимости, быстрее поступают на полки магазинов и ближе по своим характеристикам к Барбареско.